# Кішля
Кішля́ (рос. Кишля, чув. Кишля) — присілок у Чувашії Російської Федерації, у складі Атнарського сільського поселення Красночетайського району.
Населення — 32 особи (2010; 38 в 2002, 110 в 1979, 147 в 1939, 41 в 1927).
Національний склад (2002):
- чуваші — 100 %

## Історія
Засновано 1927 року як сільськогосподарська артіль «Трудівник» (з 1929 року — колгосп), сучасна назва з 1948 року. Офіційно затверджене 1935 року. Селяни займались землеробством, тваринництвом. 1927 року перебував у складі Красночетаївської волості Ядринського повіту, з переходом на райони 1927 року входив спочатку до складу Красночетйаського району, у період 1962–1965 років — до складу Шумерлинського, після чого повернутий до складу Красночетайського району.